# 22939 Гандлін
22939 Гандлін (22939 Handlin) — астероїд головного поясу, відкритий 10 жовтня 1999 року.
Тіссеранів параметр щодо Юпітера — 3,265.